# 少花马先蒿
少花马先蒿（学名：Pedicularis oligantha）是列当科马先蒿属的植物，为中国的特有植物。分布于中国大陆的云南等地，生长于海拔3,000米的地区，目前尚未由人工引种栽培。